# Popteleac
Popteleac – wieś w Rumunii, w okręgu Sălaj, w gminie Gârbou. W 2011 roku liczyła 376 mieszkańców.